# Małyk Porowec
Małyk Porowec (bułg. Малък Поровец) – wieś w Bułgarii, w obwodzie Razgrad, w gminie Isperich. W 2023 roku liczyła 380 mieszkańców.